# Ортопедическая обувь
Ортопеди́ческая обувь — обувь, которая служит лечению и профилактике нарушений функций костно-мышечной системы ног. Бывает лечебная и профилактическая.

## Профилактическая ортопедическая обувь
Профилактическая ортопедическая обувь имеет ряд характерных черт:
- жёсткий формованный (повторяющий изгиб пятки) задник, закрывающий лишь пятку и не препятствующий работе ахиллова сухожилия. В некоторых моделях имеется удлинение жесткого борта с внутренней и внешней стороны;
- наличие супинатора (он должен быть в меру мягким, чтобы заставлять работать стопу при ходьбе. Нажмите на него большим пальцем руки — супинатор должен пружинить);
- гнущаяся подошва с каблуком Томаса. Это каблук, продлённый с внутренней стороны подошвы, то есть его внутренняя часть длиннее наружной. Это укрепляет подошву под средней частью стопы и препятствует заваливанию стопы внутрь, а значит, обеспечивает правильную постановку ноги.

## Лечебная ортопедическая обувь
- жёсткий формованный задник с высоким берцем, закрывающим голеностопный сустав, с удлиненным внутренним и внешним жёстким бортом. Есть модели, где высота обуви доходит почти до колен.
- наличие (с возможностью снятия) или отсутствие пружинистого супинатора для возможности вложения индивидуальных стелек.
- каблук Томаса.
- обувь, сшитая на заказ по индивидуальным замерам (сложная ортопедическая обувь).

Любая вышеперечисленная ортопедическая обувь обязана обладать следующими характеристиками:
- Обувь должна быть выполнена из натуральных материалов. Особенно это важно для внутренней стороны обуви. Это такие материалы, которые не позволят ноге потеть, например, кожа и нубук. Их неоспоримые достоинства перед синтетикой это — пластичность, обеспечение испарения влаги и микроциркуляции воздуха, отличные гигиенические свойства.
- Гнущаяся, нескользящая подошва.
- Широкий мысок, который не сковывает пальцы. Это важно: не затягивайте ремешки (шнурки, липучки) в этой области во избежание скручивания стопы.
- Каблук (для начинающих ходить рекомендуемая высота каблука 5-7 мм, для детей старше двух лет 1-1,5 см.) должен занимать по длине подошвы не менее 1/3. Наилучшим вариантом является каблук Томаса.
- Застёжки (шнурки, липучки) должны идти далеко к носку, так, чтобы можно было легко обуть ботинок, а потом хорошо зафиксировать на стопе. Обувь не должна болтаться на ноге. Для лучшей фиксации начинающим «ходокам» рекомендуется шнуровка или наличие как минимум трёх липучек. Ремешковые крепления имеют мало вариантов для затягивания по объему ножки в виду лишь 3-4 дырочек.

Есть так называемая анатомическая обувь, которая не входит в разряд ортопедической, а значит, не поможет стопе сформироваться правильно. В такой обуви может быть (или не быть) супинатор, но нет жестких удлиненных с внутренней части бортов, или высоких берцев, а также каблука Томаса. Зачастую такая обувь имеет вообще плоскую подошву. Для периода формирования детской стопы такая обувь не подходит. Обувать ребёнка в эту обувь (на плоской подошве) можно после 8 лет.